# Kroszewo (jezioro)
Kroszewo – jezioro w gminie Bargłów Kościelny, w powiecie augustowskim, w woj. podlaskim.
Kroszewo położone jest na Pojezierzu Ełckim. Jezioro ma owalny kształt. Otoczone jest użytkami rolnymi. Brzegi nie są zalesione. Na południe od jeziora położona jest wieś Kroszewo. W odległości ok. 1,25 km na zachód znajduje się jezioro Dręstwo. Kroszewo wchodzi w skład Obszaru Chronionego Krajobrazu Jeziora Rajgrodzkie.